# Lijst van werken van Piero della Francesca
Deze lijst geeft een overzicht van het werk van de 15e-eeuwse Italiaanse renaissancekunstenaar Piero della Francesca.

## Schilderijen
| Afbeelding | Titel | Datering          | Techniek                                                                 | Afmetingen h × b cm | Verblijfplaats                                    | Opmerkingen |
| ---------- | --- | ----------------- | ------------------------------------------------------------------------ | ------------------- | ------------------------------------------------- | --- |
|            | De doop van Christus | ca. 1442-1445     | tempera en goud op paneel (populier)                                     | 167 × 116           | Londen, National Gallery                          | |
|            | De heilige Hiëronymus in de woestijn | 1450              | tempera op paneel (kastanje)                                             | 51 × 38             | Berlijn, Gemäldegalerie                           | |
|            | Portret van Sigismondo Pandolfo Malatesta | ca. 1451          | tempera en olieverf op paneel (kastanje)                                 | 44,5 × 34,5         | Parijs, Louvre                                    | |
|            | Sigismondo Pandolfo Malatesta in gebed voor de heilige Sigismondo                                                                                          | 1451              | fresco; tempera en olieverf op pleisterwerk                              | 257 × 345           | Rimini, Tempio Malatestiano                       | Verwijderd en elders in de kerk opgesteld |
|            | De heilige Julianus | 1451 of kort erna | fresco; tempera en olieverf op pleisterwerk (losgemaakt fragment)        | 130 × 80            | Sansepolcro, Museo Civico                         | Afkomstig van de kerk Sant’Agostino in Borgo (Sansepolcro); in 1954 herontdekt, verwijderd en overgebracht naar het lokale museum                                                    |
|            | De legende van het Ware Kruis | ca. 1452-1457     | fresco-cyclus                                                            |                     | Arezzo, San Francesco                             | Deels met assistentie van Giovanni da Piamonte; gewelf beschilderd door Bicci di Lorenzo (1447-1452)                                                                                 |
|            | De legende van het Ware Kruis: De dood van Adam | ca. 1452-1457     | fresco                                                                   | 390 × 747           | Arezzo, San Francesco                             | |
|            | De legende van het Ware Kruis: De aanbidding van het Heilige Hout en het bezoek van de koningin van Seba aan koning Salomo                                 | ca. 1452-1457     | fresco                                                                   | 336 × 747           | Arezzo, San Francesco                             | |
|            | De legende van het Ware Kruis: De verwijdering van het kruishout                                                                                           | ca. 1452-1457     | fresco                                                                   | 356 × 190           | Arezzo, San Francesco                             | met Giovanni da Piamonte |
|            | De legende van het Ware Kruis: De annunciatie | ca. 1452-1457     | fresco                                                                   | 329 × 193           | Arezzo, San Francesco                             | |
|            | De legende van het Ware Kruis: De droom van Constantijn | ca. 1452-1457     | fresco                                                                   |                     | Arezzo, San Francesco                             | |
|            | De legende van het Ware Kruis: De overwinning van Constantijn op Maxentius                                                                                 | ca. 1452-1457     | fresco                                                                   | 322 × 764           | Arezzo, San Francesco                             | |
|            | De legende van het Ware Kruis: De foltering van de jood Judas                                                                                              | ca. 1452-1457     | fresco                                                                   | 356 × 193           | Arezzo, San Francesco                             | met Giovanni da Piamonte |
|            | De legende van het Ware Kruis: De kruisvinding en het bewijs van het Ware Kruis                                                                            | ca. 1452-1457     | fresco                                                                   | 356 × 747           | Arezzo, San Francesco                             | |
|            | De legende van het Ware Kruis: De veldslag tussen Heraclius en Chosroes                                                                                    | ca. 1452-1457     | fresco                                                                   | 329 × 747           | Arezzo, San Francesco                             | |
|            | De legende van het Ware Kruis: De verheerlijking van het Kruis of Heraclius brengt het Ware Kruis naar Jeruzalem                                           | ca. 1452-1457     | fresco                                                                   | 390 × 747           | Arezzo, San Francesco                             | |
|            | De profeet Jeremia (?) | ca. 1452-1457     | fresco                                                                   | 245 × 165           | Arezzo, San Francesco                             | |
|            | De profeet Ezechiël of Jesaja (?) | ca. 1452-1457     | fresco                                                                   | basis: 193 cm       | Arezzo, San Francesco                             | Uitgevoerd met Giovanni da Piamonte |
|            | Engel (fragment) | ca. 1452-1457     | fresco                                                                   | breedte: 70 cm      | Arezzo, San Francesco                             | |
|            | Cupido | ca. 1452-1457     | fresco                                                                   | basis: 70 cm        | Arezzo, San Francesco                             | |
|            | De heilige Ambrosius | ca. 1452-1457     | fresco                                                                   |                     | Arezzo, San Francesco                             | Begonnen door Bicci, voltooid door Piero della Francesca |
|            | De heilige Augustinus | ca. 1452-1457     | fresco                                                                   |                     | Arezzo, San Francesco                             | Begonnen door Bicci, voltooid door Piero della Francesca |
|            | Engel | ca. 1452-1457     | fresco                                                                   |                     | Arezzo, San Francesco                             | |
|            | Engel | ca. 1452-1457     | fresco                                                                   |                     | Arezzo, San Francesco                             | |
|            | De geseling van Christus en Jozef van Arimatea vraagt Pilatus om het lichaam van Christus                                                                  | ca. 1456-1457     | tempera en olieverf op paneel (populier)                                 | 58,4 × 81,5         | Urbino, Galleria nazionale delle Marche           | Datering en onderwerp zijn omstreden |
|            | Verloren gegane fresco's in de privévertrekken van de paus (onderwerp onbekend)                                                                            | ca. 1458-1459     | muurschildering                                                          |                     | Rome, Apostolisch Paleis                          | Volgens Giorgio Vasari bevonden de fresco's zich in de Stanza di Eliodoro en werden ze door Rafaël vervangen door De bevrijding van Petrus en De mis van Bolsena                     |
|            | Evangelisten | ca. 1459          | muurschildering                                                          |                     | Rome, Santa Maria Maggiore                        | Uitgevoerd met Giovanni da Piamonte (wordt ook wel toegeschreven aan Lorenzo da Viterbo)                                                                                             |
|            | De heilige Lodewijk van Toulouse | 1460              | fresco met toevoegingen in tempera (a secco)                             | 123 × 90            | Sansepolcro, Museo Civico                         | Uitgevoerd met assistenten (Lorentino d'Andrea). Afkomstig uit het Palazzo del Capitano in Borgo (Sansepolcro); het fragment werd verwijderd tijdens de afbraak van de muur in 1846. |
|            | Polittico della Misericordia (Polyptiek van barmhartigheid) of Madonna van barmhartigheid                                                                  | ca. 1460-1462     | goud, tempera en olieverf op paneel (populier)                           | 273 × 330           | Sansepolcro, Museo Civico                         | Piero had de opdracht aangenomen in 1445, maar de uitvoering liet nog vijftien jaar op zich wachten                                                                                  |
|            | Madonna del parto | ca. 1460-1465     | fresco; tempera en olieverf op pleisterwerk (losgemaakt fragment)        | 260 × 203           | Monterchi, Museo della Madonna del Parto          | Afkomstig van de kerk Santa Maria in Momentana in Monterchi |
|            | De opstanding van Christus | ca. 1462          | fresco; tempera en olieverf op baksteen                                  | 225 × 200           | Sansepolcro, Museo Civico                         | Afkomstig uit het Palazzo della Residenza; in de 16e eeuw (?) als muurfragment verplaatst naar huidige locatie                                                                       |
|            | De heilige Hiëronymus en een smekeling (mogelijk Girolamo di Agostino Amadi)                                                                               | ca. 1462-1464     | tempera en olieverf op paneel (populier)                                 | 49 × 42             | Gallerie dell'Accademia, Venetië                  | |
|            | Maria Magdalena | ca. 1465          | fresco; tempera en olieverf op pleisterwerk                              | 190 × 105           | Arezzo, Kathedraal van Arezzo                     | |
|            | Polyptiek van Sint-Antonius van Padua of Polyptiek van Perugia                                                                                             | voltooid in 1468  | tempera, olieverf en goud op paneel (populier)                           | 338 × 230           | Perugia, Galleria nazionale dell'Umbria           | |
|            | Retabel van de heilige Augustinus (fragment van het linkerdeel): De heilige Augustinus                                                                     | 1468-1469         | tempera en olieverf goud op paneel (populier)                            | 133 × 60            | Lissabon, Museu Nacional de Arte Antiga           | Afkomstig van de kerk Sant’Agostino in Borgo (Sansepolcro); ontmanteld in de 17e eeuw en deels verloren gegaan; fragmenten verspreid over meerdere musea                             |
|            | Retabel van de heilige Augustinus (fragment van het linkerdeel): De aartsengel Michaël                                                                     | 1468-1469         | tempera en olieverf op paneel (populier)                                 | 133 × 59,5          | Londen, National Gallery                          | Afkomstig van de kerk Sant’Agostino in Borgo (Sansepolcro) |
|            | Retabel van de heilige Augustinus (fragment van het rechterdeel): De evangelist Johannes                                                                   | 1468-1469         | tempera en olieverf op paneel (populier)                                 | 131,5 × 57,8        | New York, Frick Collection                        | Afkomstig van de kerk Sant’Agostino in Borgo (Sansepolcro) |
|            | Retabel van de heilige Augustinus (fragment van het rechterdeel): De heilige Nicolaas van Tolentino                                                        | 1468-1469         | tempera en olieverf op paneel (populier)                                 | 136 × 59            | Milaan, Museo Poldi Pezzoli                       | Afkomstig van de kerk Sant’Agostino in Borgo (Sansepolcro) |
|            | Retabel van de heilige Augustinus (fragment van de predella): De heilige Apollonia                                                                         | 1468-1469         | goud, tempera en olieverf op paneel (populier)                           | 39 × 28             | Washington, National Gallery of Art               | Afkomstig van de kerk Sant’Agostino in Borgo (Sansepolcro) |
|            | Retabel van de heilige Augustinus (fragment van de predella): De heilige Monica                                                                            | 1468-1469         | goud, tempera en olieverf op paneel (populier)                           | 39 × 28             | New York, Frick Collection                        | Afkomstig van de kerk Sant’Agostino in Borgo (Sansepolcro) |
|            | Retabel van de heilige Augustinus (fragment van de predella): Augustijnse heilige                                                                          | 1468-1469         | goud, tempera en olieverf op paneel (populier)                           | 39 × 28             | New York, Frick Collection                        | Afkomstig van de kerk Sant’Agostino in Borgo (Sansepolcro) |
|            | Retabel van de heilige Augustinus (fragment van de predella): Kruisiging                                                                                   | 1468-1469         | goud, tempera en olieverf op paneel (populier)                           | 37,50 × 41          | New York, Frick Collection                        | Afkomstig van de kerk Sant’Agostino in Borgo (Sansepolcro) |
|            | Montefeltro-altaarstuk of Brera-retabel | ca. 1469-1471     | tempera en olieverf op paneel (populier)                                 | 248 × 170           | Milaan, Pinacoteca di Brera                       | |
|            | Portretten van Federico da Montefeltro en Battista Sforza                                                                                                  | ca. 1472          | tempera en olieverf op paneel                                            | elk paneel: 47 × 33 | Florence, Uffizi                                  | |
|            | Portretten van Federico da Montefeltro en Battista Sforza Keerzijde: Triomf van Federico da Montefeltro en Fama en Triomf van Battista Sforza en Pudicitia | ca. 1472          | tempera en olieverf op paneel                                            | elk paneel: 47 × 33 | Florence, Uffizi                                  | |
|            | Madonna di Senigallia | ca. 1478          | tempera en olieverf op paneel (walnoot)                                  | 61 × 53,5           | Urbino, Galleria nazionale delle Marche           | |
|            | Hercules | ca. 1478-1480     | fresco; tempera en olieverf op pleisterwerk (losgemaakt fragment)        | 151 × 126           | Boston, Isabella Stewart Gardner Museum           | Afkomstig van de Palazzo Della Francesca, Borgo (Sansepolcro) |
|            | Tronende Maria en Kind met vier engelen (Gherardi-Madonna)                                                                                                 | ca. 1478-1480     | tempera en olieverf op paneel (populier), overgebracht op doek op paneel | 107,8 × 78,4        | Williamstown (Massachusetts), Clark Art Institute | |
|            | De aanbidding van het Christuskind | ca. 1485          | olieverf op paneel (populier)                                            | 124 × 123           | Londen, National Gallery                          | |